# Stasimopus
Stasimopus là một chi nhện trong họ Ctenizidae.

## Các loài
- Stasimopus artifex Pocock, 1902
- Stasimopus astutus Pocock, 1902
- Stasimopus bimaculatus Purcell, 1903
- Stasimopus brevipalpis Purcell, 1903
- Stasimopus caffrus (C. L. Koch, 1842)
- Stasimopus castaneus Purcell, 1903
- Stasimopus coronatus Hewitt, 1915
- Stasimopus dreyeri Hewitt, 1915
- Stasimopus erythrognathus Purcell, 1903
- Stasimopus fordi Hewitt, 1927
- Stasimopus gigas Hewitt, 1915
- Stasimopus insculptus Pocock, 1901
  - Stasimopus insculptus peddiensis Hewitt, 1917
- Stasimopus kentanicus Purcell, 1903
- Stasimopus kolbei Purcell, 1903
- Stasimopus leipoldti Purcell, 1902
- Stasimopus longipalpis Hewitt, 1917
- Stasimopus mandelai Hendrixson & Bond, 2004
- Stasimopus maraisi Hewitt, 1914
- Stasimopus meyeri (Karsch, 1879)
- Stasimopus minor Hewitt, 1915
- Stasimopus nanus Tucker, 1917
- Stasimopus nigellus Pocock, 1902
- Stasimopus obscurus Purcell, 1908
- Stasimopus oculatus Pocock, 1897
- Stasimopus palpiger Pocock, 1902
- Stasimopus patersonae Hewitt, 1913
- Stasimopus poweri Hewitt, 1915
- Stasimopus purcelli Tucker, 1917
- Stasimopus quadratimaculatus Purcell, 1903
- Stasimopus qumbu Hewitt, 1913
- Stasimopus robertsi Hewitt, 1910
- Stasimopus rufidens (Ausserer, 1871)
- Stasimopus schoenlandi Pocock, 1900
- Stasimopus schreineri Purcell, 1903
- Stasimopus schultzei Purcell, 1908
- Stasimopus spinipes Hewitt, 1917
- Stasimopus spinosus Hewitt, 1914
- Stasimopus steynburgensis Hewitt, 1915
- Stasimopus suffuscus Hewitt, 1916
- Stasimopus tysoni Hewitt, 1919
- Stasimopus umtaticus Purcell, 1903
  - Stasimopus umtaticus rangeri Hewitt, 1927
- Stasimopus unispinosus Purcell, 1903